# Finanzierung und Ausbau der Bahninfrastruktur
Finanzierung und Ausbau der Bahninfrastruktur (FABI) ist die Bezeichnung für eine Schweizer Gesetzesvorlage, auf der seit 2016 der weitere Ausbau der Bahninfrastruktur basiert. FABI umfasst den Bahninfrastrukturfonds (BIF) und das Strategische Entwicklungsprogramm Bahninfrastruktur (STEP). Die rechtlichen Grundlagen wurden 2013 in der Bundesversammlung angenommen, anschliessend wurde es in der Volksabstimmung im Februar 2014 auch dem Stimmvolk vorgelegt und deutlich angenommen. Seither ist die Planung und Realisation von grossen Bahnprojekten Sache des Bundes.
Die ersten Etappen des STEP werden als Ausbauschritt 2025 und Ausbauschritt 2035 bezeichnet.

## Geschichte
Der Schweizer Bundesrat wollte 2010 eine Anschlusslösung von Bahn 2000 ausarbeiten, die kleinere Version wurde mit 12 Mia CHF veranschlagt, die grössere mit 21 Mia CHF. Daraufhin startete der VCS die Initiative «Für den öffentlichen Verkehr», die die Finanzierung des öffentlichen Verkehrs neu regelte. Bei der Einreichung der Initiative war schnell klar, dass der Bundesrat einen Gegenvorschlag ausarbeiten will, der weiter ging als Bahn 2030, der Gegenvorschlag hiess FABI. Nach langer Diskussion in der Sommersession 2013 wurde FABI gegenüber der Initiative bevorzugt, das Parlament empfahl dem Volk FABI. Schon wenige Wochen nach der Session zog VCS die Initiative «Für den öffentlichen Verkehr» zurück. Am 9. Februar 2014 stimmte das Volk für den Bundesbeschluss FABI. FABI beinhaltet einen neuen Fonds BIF (Bahninfrastrukturfonds) und ein Programm STEP. Das neue Gesetz ist seit dem 1. Januar 2016 in Kraft.

## Aktueller Stand – Februar 2019
Nach der Beratung in der Verkehrskommission wurde der Neubau einer direkten Linie von Neuenburg nach La Chaux-de-Fonds mittels Tunnels, die Verlängerung in Leysin bis zur Seilbahnstation, die Doppelspur in Rorschach und Projektierungsmittel für das Herzstück Basel so wie des Durchgangsbahnhofs Luzern, neu in die Liste des Ausbauschritt 2035 aufgenommen. Die Beratungen im Ständerat sind für die Frühlingssession 2019 geplant, die im Nationalrat in der Sommer Session 2019.

### Oktober 2018
Am 31. Oktober hat der Bundesrat die Botschaft "AS2035" an die Bundesversammlung verabschiedet. Die kleinere Version vom "AS2030" mit rund 7 Mia CHF wird dabei nicht mehr weiterverfolgt. Neue Elemente hat der Bundesrat jedoch aufgenommen nach der Vernehmlassung namentlich der weitere Teilausbau des Lötschberg-Basistunnel, Aufwertung Bahnhof St. Gallen zum Vollknoten und die Verbesserung zwischen Basel, dem Jurasüdfuss und Genf. Damit steigen auch die Gesamtkosten auf 11.9. (+0.4 Mia CHF). Die zwei grösseren Bauvorhaben Herzstück Basel und Durchgangsbahnhof Luzern wurden jedoch nicht aufgenommen. Beim neuartigen Projekt der Grimselbahn wird auch noch zugewartet.

### Januar 2018
Aktuell werden nach der Vernehmlassung zum Ausbauschritt STEP 2030 oder 2035, die Stellungnahmen der Kantone, Parteien und Organisationen bearbeitet. Der Bundesrat wird die Botschaft anschliessend Ende 2018 der Bundesversammlung vorgelegt. Die meisten Stellungsteilnehmer befürworten die Variante STEP 2035, damit würden rund 11.5 Mia CHF bis 2035 ausgegeben für die Eisenbahn Infrastruktur. Wenige Kantone befürworten sogar eine Erhöhung des Verpflichtungskredits um weiter 0.5 bis 1.5 Mia CHF für weitere wichtige Projekte.

### September 2017
Ende September hat der Bundesrat die Vernehmlassung für den nächsten Ausbauschritt veröffentlicht. Bis Januar können sich nun interessierte Parteien, Verbände oder Organisationen dazu äussern. Nachdem in den letzten zwei Jahrzehnten in die Nord-Süd-Achse investiert wurde, wird nun hauptsächlich die West-Ost-Achse ausgebaut. Vorgesehen ist der Bau des Brüttener Tunnel zwischen Winterthur und Zürich und der Ausbau Bahnhof Stadelhofen (4. Gleis). Total sind Massnahmen von 11.5 Mia CHF geplant. Weiter ist geplant, dass die Kantone Basel und Luzern jeweils ihre Grossprojekte Herzstück (BS) und Tiefbahnhof (LU) selber dürfen vorfinanzieren.

### Januar 2017
Der Bundesrat hat eine Aussprache zum Ausbauschritt 2030/35 geführt und dem UVEK bestätigt, für die Planung zwei Varianten weiterzuverfolgen. Diese tragen unterschiedlich stark zur Entlastung des Netzes bei und unterscheiden sich hinsichtlich der Finanzierung und des Zeithorizonts wie folgt:
Variante 1 entschärft die grössten absehbaren Engpässe im Personenverkehr und bringt punktuelle Qualitätsverbesserungen für den Güterverkehr. Dies bei einem Finanzrahmen von 7 Milliarden Franken und einer Realisierung bis 2030. Die prognostizierte Verkehrszunahme kann damit nicht gänzlich aufgefangen werden.
Variante 2 erlaubt es, zusätzlich weitere dringliche Ausbauten vorzunehmen. Dies bei einem Finanzrahmen von maximal 12 Milliarden Franken und einer Realisierung bis 2035. Der prognostizierte Verkehr kann damit weitgehend aufgefangen werden.
Zudem wurde bekannt, dass die Vernehmlassung von STEP 2030/35 im September 2017 stattfinden wird, einen Monat früher wird ein neues Spezialgesetz zu einem unterirdischen Gütertransport in die Vernehmlassung gehen. Dass wird der Bund nicht finanzieren, aber für dieses grosse Projekt wird es ein neues Gesetz brauchen.

### Oktober 2016
Eine Prioritätenliste der grossen Bahnprojekte wurde veröffentlicht dabei kam heraus, dass der Brüttener Tunnel höchste Priorität geniesst. Dafür gibt es wenig Vorrang für den Tiefbahnhof in Luzern und das Herzstück in Basel. Folgende Priorität werden die einzelnen Projekte haben.
1. Priorität
Brüttener Tunnel und Doppelstockzüge am Jurasüdfuss
2. Priorität
Güterverkehr-Umfahrungslinie für Zürich (Gubristbahntunnel) oder Ausbau Stadelhofen (4. Gleis), Zimmerberg-Tunnel (Fortsetzung), Lötschberg-Tunnel (Teil oder Vollausbau)
3. Priorität
Herzstück in Basel, Direktverbindung Zürich – Aarau, Durchgangsbahnhof Luzern, Direktverbindung Neuenburg – La Chaux-de-Fonds

### Juni 2014
Mit der Annahme des Bundesbeschlusses am 9. Februar durch das Volk (22 von 23 Stände und 62,8 % Ja-Stimmen) kann die Planung weitergehen. Nachdem die Referendumsfrist ungenutzt abgelaufen ist, steht dem Inkrafttreten nichts mehr im Wege. Bereits bis 2019 muss der Bundesrat dem Parlament den Ausbauschritt 2035 vorlegen. Woraus dieses Programm bestehen soll, hat das Parlament im Bundesbeschluss zum Ausbauschritt 2025 bereits skizziert (Art. 1 Abs. 3). Im Juni 2014 gab die SBB bekannt, dass die Fernverkehrszüge ab 2021 auf den Hauptachsen im Viertelstundentakt verkehren werden.

## Bahninfrastrukturfonds

### Einnahmen
Am 1. Januar 2016 ist die Gesetzgebung für den Bahninfrastrukturfonds (BIF) in Kraft getreten. Der BIF absorbiert einerseits den bisherigen Fonds (FinöV) und wird nach Artikel 87a Absatz 2 Buchstabe d der Bundesverfassung durch folgende bisherige und neue Quellen gespeist (in Klammern der Betrag in Millionen CHF gemäss Voranschlag 2017, total 4'654):
- 2 Mehrwertsteuer-Promille, wovon eines befristet von 2018 bis 2030 ist
- maximal 2/3 der LSVA-Erlöse
- 9 Prozent der Mineralölsteuereinnahmen, befristet bis 2030
- 2,3 Milliarden Franken aus der allgemeinen Bundeskasse, die bis 2015 für Betrieb und Substanzerhalt der Infrastruktur aufgewendet wurden; der Betrag wird jährlich der Teuerung und dem Wirtschaftswachstum angepasst
- 500 Millionen Franken als Beitrag der Kantone, der Anteil jedes Kantons bemisst sich nach den im Regionalverkehr bestellten Personen- und Zugkilometern[7]
- 2 Prozent der Einnahmen der Direkten Bundessteuer von natürlichen Personen, entsprechend den Mehreinnahmen, die durch die Begrenzung des Fahrkostenabzugs auf 3000 Franken entstanden

### Ausgaben
Nach dem Bahninfrastrukturfondsgesetz dient der Fonds vorrangig der Finanzierung von Betrieb und Substanzerhalt des bestehenden Eisenbahnnetzes, weiter dem Ausbau des Eisenbahnnetzes und der Forschung im Eisenbahnbereich. Bis 2030 muss der Fonds überdies die zuvor (im FinöV-Fonds) angehäuften Schulden verzinsen und zurückzahlen. Etwas mehr als ein Viertel der Ausgaben dienen dem Ausbau.

## Strategisches Entwicklungsprogramm Bahninfrastruktur
Mit dem Strategischen Entwicklungsprogramm Bahninfrastruktur (STEP) werden die Bahnprojekte in sogenannte Ausbauschritte kategorisiert.

## Ausbauschritt 2025
In diesem Ausbauschritt sind auch Gelder für Studien (z. B. Brüttenertunnel) für zukünftige Ausbauschritte enthalten. Der Ausbauschritt 2025 wird vor allem für mehr Kapazität auf den Hauptstrecken (z. B. Zürich – Bern) sorgen. Mit dem ersten Standbericht zum Ausbauschritt 2025 wurde ersichtlich, dass einzelne Massnahmen später als 2025 in Betrieb genommen werden.
| Status     | Strecke (Abschnitt)                    | vmax | Länge   | Bauzeit   | Kosten    | Fokus | Quelle               |
| ---------- | -------------------------------------- | ---- | ------- | --------- | --------- | --- | -------------------- |
| In Betrieb | Zermatt–Fiesch                         |      |         | 2017–2022 | 54 Mio    | Kapazität für 30'-Takt sowie 15'-Takt Zermatt-Täsch | [ 10 ] [ 11 ]        |
| Im Bau     | Contone - Ponte Ticino                 |      | 1,38 km | 2024–2027 | 75 Mio.   | Kapazität durch Doppelspur | [ 12 ]               |
| In Betrieb | Minusio                                |      |         | 2022–2023 | 24,7 Mio. | Neue Haltestelle | [ 13 ]               |
| In Betrieb | Lugano–Locarno (Contone–Tenero)        |      |         | 2019–2021 | 150 Mio   | Kapazität für 30'-Takt durch Doppelspur |                      |
| Geplant    | Zürich–Lugano                          |      |         | –2025     | 100 Mio   | Kapazität für 30'-Takt durch Wendegleis in Lugano |                      |
| Im Bau     | Zürich–Chur                            |      |         | 2023–2025 | 130 Mio   | Kapazität für 30'-Takt durch Güterzug-Überholgleise |                      |
| In Betrieb | Rapperswil–St. Gallen                  |      |         | 2021–2023 | 55 Mio    | Kapazität durch längere Züge (Perronverlängerungen) |                      |
| In Betrieb | Rapperswil–St. Gallen (R.–Uznach)      |      |         | 2021–2023 | 240 Mio.  | Kapazität für 2 zusätzliche Züge pro Stunde durch Doppelspur |                      |
| In Betrieb | St. Gallen–Chur                        |      |         | 2023–2024 | 238 Mio.  | Doppelspur Trübbach–Buchs (SG) und Doppelspur Rüthi (SG)–Oberriet, Neue Haltestelle Trübbach Fährhutten, Rückbau der Haltestellen in Trübbach, Weite-Wartau, Räfis-Burgerau. | [ 14 ]               |
| Geplant    | Chur–Davos/St. Moritz                  |      |         | –2025     | 150 Mio   | Kapazität für 30'-Takt |                      |
| In Betrieb | Wolhusen                               |      |         | 2021      | 20 Mio.   | Mittelperron Modernisierung | [ 15 ]               |
| In Betrieb | Giswil/Stans–Luzern                    |      |         | 2020–2021 | 90 Mio    | Kapazität für 15'-Takt durch Doppelspurinseln und Kreuzungsstellen |                      |
| Geplant    | Bern–Luzern                            |      |         | –2025     | 60 Mio    | Kapazität für 30'-Takt |                      |
| Geplant    | Leistungssteigerung Bern West          |      |         | 2025–2036 | 900 Mio.  | Kapazität für mehr Bahnen inkl. Überwerfung Holligen | [ 16 ]               |
| Im Bau     | Basel–Liestal                          |      |         | 2020–2025 | 490 Mio   | Kapazität für 3. stündliche S-Bahn nach Liestal durch Ausbau Basel Ost |                      |
| Im Bau     | Chavannes–Twann (Ligerztunnel)         |      |         | 2020–2029 | 431 Mio   | Kapazität für 30'-Takt und Güterverkehr durch Doppelspur | [ 17 ] [ 18 ] [ 19 ] |
| In Betrieb | Bussigny-Cossonay (Diagonale Vufflens) |      |         | 2022–2024 | 33 Mio.   | Kapazität durch Vereinfachung der Güterverkehr | [ 20 ]               |
| Geplant    | Lonay - Morges                         |      | 2,5 km  | 2024–2031 | 150 Mio.  | 3. Gleis (Léman 2030) | [ 21 ]               |
| In Betrieb | Coppet – Founex                        |      |         | 2018–2019 | 330 Mio.  | Kapazität für Güterzüge, Bauende Juni 2019 (Léman 2030) |                      |
| Geplant    | Genf                                   |      | 14 km   | 2030–2038 | 2000 Mio. | Unterirdischer Durchgangsbahnhof und Kapazität durch zwei zusätzliche Gleise (Léman 2030)                                                                                    | [ 22 ] [ 23 ]        |

## Ausbauschritt 2035

IC-Netz gemäss Konzept STEP 2035, Stand Januar 2019

Der 1. Ausbauschritt wird 2025 vollendet sein, es werden 6,4 Mia Fr. investiert. Anschliessend wird es einen Ausbauschritt 2035 geben. Der Bahn-Ausbauschritt 2035 (AS 35) bezweckt, die sich abzeichnenden Engpässe im Eisenbahnnetz zu beheben. Für das Gesamtpaket hat das Parlament 2019 den Betrag von 12,89 Milliarden Franken bewilligt. Im Ausbauschritt 2035 sind u. a. folgende Projekte bewilligt: Brüttener Tunnel, Zimmerberg-Basistunnel, der Ausbau des Bahnhofs Stadelhofen auf vier Gleise und die Projektierungskosten für den Tiefbahnhof Luzern und das Herzstück Basel.
| Status  | Strecke (Abschnitt)                                          | vmax                             | Länge  | 00Bauzeit00 | Kosten    | Fokus | Quelle                                           |
| ------- | ------------------------------------------------------------ | -------------------------------- | ------ | ----------- | --------- | --- | ------------------------------------------------ |
| Geplant | Tegna                                                        |                                  |        | 2025–2026   |           | Modernisierung | [ 26 ]                                           |
| Geplant | Intragna                                                     |                                  |        | 2025–2026   |           | Modernisierung | [ 26 ]                                           |
| Im Bau  | Doppelspur Opfikon – Kloten                                  |                                  | 1,6 km | 2024–2026   | 77 Mio.   | Doppelspur zwischen Opfikon und Kloten | [ 27 ] [ 28 ]                                    |
| Geplant | Zürich–Winterthur (Brüttener Tunnel)                         |                                  |        | 2026–2034   | 2130 Mio. | Fahrzeitgewinn für Zürich–St. Gallen unter 60' ohne NT, 2. Doppelspur |                                                  |
| Geplant | Zürich–Uster (Stadelhofen)                                   |                                  |        | 2026–2035   | 870 Mio.  | Kapazität für 3 zusätzliche S-Bahnen durch 4. Gleis Bahnhof Stadelhofen |                                                  |
| Geplant | Zürich–Uster (Aathal–Uster)                                  |                                  |        | 20??–2035   | 180 Mio.  | Kapazität für 3 zusätzliche S-Bahnen durch Doppelspur |                                                  |
| Geplant | Zürich–Zug (Zimmerberg II)                                   |                                  | 11 km  | 2027–20??   | 1400 Mio. | 7' Fahrzeitgewinn, Kapazität für 15'-FV-Takt Zürich–Zug | [ 29 ]                                           |
| Geplant | Frauenfeld-Wil-Bahn                                          |                                  |        | 20??–2035   | 4,6 Mio.  | Ausbau Kreuzungsstelle Lüdem, Jakobstal und Münchwilen Pflegeheim für 15'-Takt | [ 30 ] [ 31 ]                                    |
| Geplant | Bern–Visp (LBT)                                              |                                  |        | 2026–2034   | 1700 Mio. | Kapazität für 30'-Takt und Güterverkehr durch Bahntechnik in Mitteldrittel | [ 32 ] [ 33 ]                                    |
| Geplant | Basel – Schaffhausen - St. Gallen (Basel Bad Bf – Erzingen)  |                                  | 75 km  | 2025–2027   | 50 Mio.   | Elektrifizierung und Ausbau | [ 34 ]                                           |
| Geplant | Basel St. Johann – Bartenheim (Flughafenbahnhof EuroAirport) |                                  | ~6 km  | bis 2035    | €475 Mio. | Regional und IR Bahnanbindung zum Flughafen Basel-Mülhausen (EuroAirport). | [ 35 ] [ 36 ] [ 37 ] [ 38 ]                      |
| Im Bau  | Basel–Delémont                                               |                                  |        | 2023–2025   | 390 Mio.  | Kapazität für 30'-Takt durch partielle Doppelspuren. In einem ersten Teilprojekt wird in Grellingen das zweite Gleis für 102.2 Mio. Franken um 2 km Richtung Duggingen und um 1 km Richtung Zwingen verlängert, der Bau erfolgt von 2021 bis 2023. | [ 39 ]                                           |
| Geplant | Lausanne–Bern (Vauderens–Oron)                               |                                  |        |             | 1090 Mio. | Fahrzeitgewinn durch NBS und Ausbau für WAKO (Fahrzeit < 60') |                                                  |
| Im Bau  | Genf–La Plaine                                               |                                  |        | 2018–2028   | 110 Mio.  | Kapazität durch Perronverlängerungen auf 220 m. Bauarbeiten am Bahnhof Russin haben im Oktober 2018 begonnen, Bauzeit etwa ein Jahr. | [ 40 ]                                           |
| Geplant | Morges                                                       |                                  |        | 2027–2033   | 145 Mio.  | Modernisierung (Léman 2030) | [ 41 ]                                           |
| Geplant | Lausanne–Brig (Simplonstrecke)                               |                                  |        |             | 290 Mio.  | Kapazität für 4 Personenzüge pro Stunde durch Überholgleise |                                                  |
| Geplant | La Chaux-de-Fonds–Neuchâtel Direktverbindung                 | 130 km/h n/oben 105 km/h n/unten | 16 km  | bis 2041    | 1210 Mio. | 13' Fahrzeitgewinn und Kapazität für 15'-Takt durch Neubau eines 14 km langen Tunnels. RER und möglichen neuen HGV Weg | [ 42 ] [ 43 ] [ 44 ] [ 45 ] [ 46 ] [ 47 ] [ 48 ] |
| Idee    | Genf–Biel                                                    |                                  |        |             | 350 Mio.  | Kapazität für Erhaltung des Direktzuges Genf–Biel |                                                  |
| Idee    | Genf–Lausanne (Renens–Allaman)                               |                                  |        |             | 1900 Mio. | Kapazität durch 3. Gleis |                                                  |
| Idee    | Genf–Lausanne (Gland–Rolle)                                  |                                  |        |             | 600 Mio.  | Kapazität durch 4. Gleis |                                                  |

## Wunschlisten der Regionen
Ende November 2014 wurden von den Planungsregionen folgende wichtige Projekte eingereicht:

### Zürich
Der Kanton Zürich, der mit 117 Mio. CHF am meisten in den BIF bezahlt, hat auch eine eigene Planungsregion. Der Brüttenertunnel wurde bereits in das „Bahn 2030“-Paket aufgenommen, später wurde er zugunsten des Zimmerberg-Basistunnels wieder gestrichen.
Dank der Annahme von FABI kann dieses Projekt und der Ausbau des Bahnhofs Stadelhofen mit Krediten für Projektierungen starten. Geplant ist, dass sie im Ausbauschritt 2030/2035 umgesetzt werden. Es wird mit Investitionen um 2.5 Mia Fr. im Ausbauschritt 2030 gekämpft. Die Projekte im AS2035 werden dazu beitragen, die S-Bahn Zürich 2G zu planen.
Es ist unter anderem geplant, den Bahnhof Zürich-Stadelhofen auf vier Gleise zu erweitern.
Der Ausbau auf vier Gleise war schon beim Bau des heutigen Bahnhofs Stadelhofen ein Thema.
Der Kantonsrat hatte damals mit kurzfristiger Optik Geld gespart; heute kostet der nachträgliche Ausbau ein Vielfaches der damaligen Mehrkosten.
Für die Gleiserweiterung stehen zwei Varianten zur Diskussion:
Die erste Variante ist, das Gleis unter der Personenunterführung zu bauen.
Die zweite Variante wäre finanziell noch viel teurer, da sie seitlich des Bahnhofs ein neues Gleis vorsieht, aber wegen der vielen Permanentanker, die die Mauer des heutigen Bahnhofs gegen den Berg hin stabilisieren, müsste dieses neue Gleis rund 30–40 Meter vom heutigen Gleis Abstand halten.
Der Brüttenertunnel, der schon im Rahmen der „Bahn 2000“ geplant war, wurde zugunsten des Zimmerberg-Basistunnels I zwischen Thalwil und Wiedikon zurückgestellt, obwohl er zwischen Zürich und Winterthur immer noch dringend nötig wäre.
Diese Projekte wurden neu ins Programm STEP aufgenommen und werden bis 2030 realisiert. Der Brüttenertunnel wird Effretikon vom Bahnlärm entlasten und ermöglicht einen Ausbau des Bahnangebots.
Der Tunnel wird zwischen 1,4 und 2,1 Milliarden Franken kosten und zwischen 7 und 10 km lang werden. Folgende Projekte werden erwartet:
- Brüttenertunnel
- 4. Gleis Stadelhofen
- Zimmerbergtunnel
- Perronerweiterungen an diversen Bahnhöfen
- Neue Haltestellen: Dietikon Silbern, Wädenswil Reidbach
- SZU: Siebeneinhalb-Minuten-Takt und längere Züge

### Zentralschweiz
Mit dem Tiefbahnhof Luzern würde der heutige Bahnhof nicht mehr überlastet sein und es kann mehr an Bahnangebot im Raum Luzern angeboten werden. Mit diesem Projekt könnte es schon bald zu einer neuen Intercity (IC) Verbindung kommen, der von Genf, Bern kommend in den Tiefbahnhof Luzern hineinfährt und weiter Richtung Tessin abfährt, dadurch würde es einen direkteren Weg von Genf ins Tessin geben als wie heute über Zürich.
Mit der 2. Etappe wird der Tiefbahnhof zu einem Durchgangsbahnhof ausgebaut und ermöglicht den Halbstundentakt zwischen Zürich und Luzern und ein neuer IC von Genf ins Tessin wird eingeführt, die Zufahrt von Zürich her wird dann mit einem unterirdischen Tunnel vom Rotsee her gewährleistet. Eine andere, kostengünstigere Variante wäre, wenn beim Friedental eine neue Station Luzern Nord gebaut wird. Mit dem Vorprojekt wird die Variante mit 2 Etappen vorgeschlagen. In der 1. Etappe wird folgendes realisiert:
- Doppelspurtunnel unter dem Dreilindenhügel (Anschluss Ebikon)
- Seeunterquerung
- Tiefbahnhof (2 Perrons) unter den bestehenden Gleisen 8–13

Weitere Projekte in der Zentralschweiz
- Doppelspur Hergiswil
- Axentunnel

### Nordwestschweiz
- Herzstück: Basel Badischer Bahnhof und Basel SBB

### Westschweiz
In der Westschweiz sind namentlich diese Projekte bekannt:
- Viertelstundentakt S-Bahn FVG
- Neuenburg – La Chaux-de-Fonds im Viertelstundentakt
- Halbstundentakt RER Valais/Wallis auf Simplonachse
- Grimselbahn zwischen Meiringen/Innertkirchen und Oberwald

### Ostschweiz
Die Ostschweizer Kantone fordern nach jahrelanger Pause von grossen Projekte, dass endlich wieder in die Ostschweiz investiert wird.
- Neue Haltestellen in Uznach: Spital und Linthpark; Pfäffikon SZ Seedamm-Center und Plaza; Chur: CityWest; Davos: Eisstadion; St. Moritz Bad
- Neue Bahnverbindung Arbon–Wittenbach (–St.Gallen)
- ½-h Takt Voralpenexpress St.Gallen–Rapperswil(–Pfäffikon SZ)
- Stadtbahn Obersee, 2. Etappe
- S-Bahn Chur (sauberer ½-h Takt)

### Tessin
- Tram Bioggio – Lugano Zentrum
- Neue Haltestelle: Bellinzona Piazza Indipendenza
- Neue Haltepunkte: Camignolo-Bironico und Torricella-Taverne
- Der Halbstundentakt zwischen Locarno und Intragna, im Centovalli die regionalen Verbindungen integrieren

## Zukünftige Ausbauschritte
Nach dem Ausbauschritt 2035 wird es voraussichtlich erneut nicht lange dauern, bis der nächste Ausbauschritt in die Planung geht. Demnach wird es einen Ausbauschritt 2040 oder 2045 geben, der bis Ende 2026 dem Bundesparlament vorgelegt werden muss. In diesem sind die beiden Projekte Herzstück Basel und Durchgangsbahnhof Luzern enthalten. Im Weitblick auf 2045 ist auch ein Ausbau von Winterthur geplant, noch ist nicht klar, wie der Ausbau realisiert wird.